# Vineuil-Saint-Firmin
 Vineuil-Saint-Firmin  es una población y comuna francesa, en la región de Picardía, departamento de Oise, en el distrito de Senlis y cantón de Senlis.

## Demografía
| 1,543 | 1,488 | 1,541 | 1,333 | 1,441 | 1,464 |
| Para los censos de 1962 a 1999 la población legal corresponde a la población sin duplicidades (Fuente: INSEE [Consultar]) |       |       |       |       |       |